# Žlutý veleobr
Žlutý veleobr je hvězda veleobr spektrálního typu F nebo G.
Tyto hvězdy jsou obvykle 15- až 20násobně hmotnější než Slunce. Podobně jako každý jiný veleobr jsou i hvězdy tohoto typu starší a kolísají mezi modrou a červenou fází v závislosti na chemických prvcích, které se spotřebovávají v jejich jádrech. Až dosud se předpokládalo, že pouze málo veleobrů stráví dlouhou dobu v přechodné žluté fázi. Tyto systémy mohou být původci vzácných supernov propojených se žlutými veleobry. Byly zjištěny pouze dvě takové supernovy - z většiny veleobrů se stává supernova v modré (horké) fázi nebo červené (studené) fázi.